# Élections législatives indiennes de 1962
Les élections législatives indiennes de 1962 sont les troisièmes élections depuis l'Indépendance de l'Inde. 
Le Congrès, sous la direction de Jawaharlal Nehru, remporte un troisième mandat avec 361 sièges sur 492. Ce sont les dernières élections de Nehru, qui meurt en 1964.

## Mode de scrutin
Le scrutin a lieu au suffrage universel direct et au scrutin uninominal majoritaire à un tour dans 492 circonscriptions. Pour la première fois, toutes les circonscriptions élisent un seul député.

## Résultats
| Partis                                     | Partis  | %     | Sièges (total 494) |
| ------------------------------------------ | ------- | ----- | ------------------ |
| Bharatiya Jana Sangh                       | BJS     | 6,44  | 14                 |
| Parti communiste d'Inde                    | PCI     | 9,94  | 29                 |
| Congrès national indien                    | Congrès | 44,72 | 361                |
| Praja Socialist Party                      | PSP     | 6,81  | 12                 |
| Socialist Party                            | SSP     | 2,69  | 6                  |
| Swatantra Party                            | SP      | 7,89  | 18                 |
| Akali Dal                                  | AD      | 0,72  | 3                  |
| Akhil Bharatiya Hindu Mahasabha            | ABHM    | 0,65  | 1                  |
| Akhil Bharatiya Ram Rajya Parishad         | RRP     | 0,6   | 2                  |
| All India Forward Bloc                     | AIFB    | 0,72  | 2                  |
| All Party Hill Leaders Conference          | APHLC   | 0,08  | 1                  |
| Chota Nagpur Santhal Parganas Janata Party | CNSPJP  | 0,41  | 3                  |
| Dravida Munnetra Kazhagam                  | DMK     | 2,01  | 7                  |
| Ganatantra Parishad                        | GP      | 0,3   | 4                  |
| Indian Union Muslim League                 | IUML    | 0,36  | 2                  |
| Parti des paysans et ouvriers d'Inde       | PWPI    | 0,1   | 0                  |
| Republican Party of India                  | RPI     | 2,83  | 10                 |
| Haryana Lok Samiti                         | HLS     | 0,1   | 1                  |
| Lok Sevak Sangh                            | LSS     | 0,24  | 2                  |
| Nutan Maha Gujarat Janata Parishad         | NMGJP   | 0,17  | 1                  |
| Revolutionary Socialist Party              | RSP     | 0,39  | 2                  |
| Sans étiquettes                            | -       | 11,05 | 20                 |
| Anglo-Indiens nommés                       | -       | -     | 2                  |